# خیورخه دیاس
خیورخه دیاس (انگلیسی: Giorge Díaz؛ زادهٔ ۱۶ سپتامبر ۱۹۷۰) بازیکن بیسبال اهل کوبا بود.